# Фехтування на Європейських іграх 2023
Змагання з фехтування на Європейських іграх 2023 року пройшли з 25 по 30 червня 2023 року в Кракові. Змагання пройшли на «Краків-Арена». Участь взяли 477 спортсменів з 39 країн.

## Розклад
| Червень              | Червень              | 25       | 26       | 27       | 28       | 29       | 30       | Загалом |
| -------------------- | -------------------- | -------- | -------- | -------- | -------- | -------- | -------- | ------- |
| Індивідуальна рапіра | Індивідуальна рапіра | Жінки    | Чоловіки |          |          |          |          | 2       |
| Індивідуальна шпага  | Індивідуальна шпага  |          | Жінки    | Чоловіки |          |          |          | 2       |
| Індивідуальна шабля  | Індивідуальна шабля  | Чоловіки |          | Жінки    |          |          |          | 2       |
| Командна рапіра      | Командна рапіра      |          |          |          | Жінки    | Чоловіки |          | 2       |
| Командна шпага       | Командна шпага       |          |          |          |          | Жінки    | Чоловіки | 2       |
| Командна шабля       | Командна шабля       |          |          |          | Чоловіки |          | Жінки    | 2       |
| Загалом              | Загалом              | 2        | 2        | 2        | 2        | 2        | 2        | 12      |

## Призери

### Таблиця медалей
*   Країна-господарка ( Польща)
| Місце                | Країна                | Золото | Срібло | Бронза | Загалом |
| -------------------- | --------------------- | ------ | ------ | ------ | ------- |
| 1                    | Франція (FRA)         | 3      | 2      | 0      | 5       |
| 2                    | Італія (ITA)          | 2      | 2      | 3      | 7       |
| 3                    | Польща (POL)*         | 2      | 2      | 0      | 4       |
| 4                    | Україна (UKR)         | 2      | 0      | 1      | 3       |
| 5                    | Угорщина (HUN)        | 1      | 2      | 3      | 6       |
| 6                    | Грузія (GEO)          | 1      | 0      | 0      | 1       |
| 6                    | Нідерланди (NED)      | 1      | 0      | 0      | 1       |
| 8                    | Румунія (ROU)         | 0      | 1      | 1      | 2       |
| 9                    | Данія (DEN)           | 0      | 1      | 0      | 1       |
| 9                    | Португалія (POR)      | 0      | 1      | 0      | 1       |
| 9                    | Швейцарія (SUI)       | 0      | 1      | 0      | 1       |
| 12                   | Німеччина (GER)       | 0      | 0      | 5      | 5       |
| 13                   | Іспанія (ESP)         | 0      | 0      | 1      | 1       |
| 13                   | Греція (GRE)          | 0      | 0      | 1      | 1       |
| 13                   | Ізраїль (ISR)         | 0      | 0      | 1      | 1       |
| 13                   | Бельгія (BEL)         | 0      | 0      | 1      | 1       |
| 13                   | Велика Британія (GBR) | 0      | 0      | 1      | 1       |
| Загалом (17 збірних) | Загалом (17 збірних)  | 12     | 12     | 18     | 42      |

### Чоловіки
| Дисципліна           | Золото                                                             | Срібло                                                       | Бронза                                                                     |
| -------------------- | ------------------------------------------------------------------ | ------------------------------------------------------------ | -------------------------------------------------------------------------- |
| Індивідуальна шпага  | Трістан Тулен Нідерланди                                           | Мігель Фразао Португалія                                     | Володимир Станкевич Україна                                                |
| Індивідуальна шпага  | Трістан Тулен Нідерланди                                           | Мігель Фразао Португалія                                     | Мануель Борже Іспанія                                                      |
| Командна шпага       | Угорщина Тібор Андрашфі Мате Тамаш Кох Давід Надь Ґерґей Шіклоші   | Швейцарія Алексі Баяр Тео Брошар Адріен Фавр Макс Хайнцер    | Італія Габріеле Чіміні Давіде ді Веролі Андреа Сантареллі Федеріко Вісмара |
| Індивідуальна рапіра | Міхал Сієс Польща                                                  | Йонас Вінтерберг-Поульсен Данія                              | Стеф Ван Кампено Бельгія                                                   |
| Індивідуальна рапіра | Міхал Сієс Польща                                                  | Йонас Вінтерберг-Поульсен Данія                              | Лоренц Рігер Німеччина                                                     |
| Командна рапіра      | Італія Алессіо Фоконі Даніеле Гароццо Філіппо Маккі Томмазо Маріні | Франція Александр Едірі Енцо Лефор Максім Поті Рафаель Савін | Німеччина Пол Лука Фол Александр Каль Луїс Клейн Лоренц Рігер              |
| Індивідуальна шабля  | Сандро Базадзе Грузія                                              | Кшиштоф Качковський Польща                                   | Арон Сіладьї Угорщина                                                      |
| Індивідуальна шабля  | Сандро Базадзе Грузія                                              | Кшиштоф Качковський Польща                                   | Дері Вільямс Велика Британія                                               |
| Командна шабля       | Франція Болад Апіті Себастьєн Патріс Максім П'янфетті Том Сейц     | Італія Лука Куратолі Мікель Галло Маттео Нері Луїджі Самеле  | Німеччина Рауль Бохан Лоренц Кемпф Фредерік Кіндлер Матьяш Сабо            |

### Жінки
| Дисципліна           | Золото                                                                          | Срібло                                                               | Бронза                                                                  |
| -------------------- | ------------------------------------------------------------------------------- | -------------------------------------------------------------------- | ----------------------------------------------------------------------- |
| Індивідуальна шпага  | Джоан-Фейбі Бежура Україна                                                      | Мартина Сватовська-Венґлярчик Польща                                 | Александра Ехлер Німеччина                                              |
| Індивідуальна шпага  | Джоан-Фейбі Бежура Україна                                                      | Мартина Сватовська-Венґлярчик Польща                                 | Анна Кун Угорщина                                                       |
| Командна шпага       | Франція Марі-Флоранс Кандассамі Александра Луї-Марі Ор'ян Малло Коралін Віталіс | Угорщина Лілі Букі Анна Кун Естер Мухарі Доріна Віммер               | Італія Росселла Ф'ямінго Федеріка Ізола Мара Наваррія Альберта Сантуччо |
| Індивідуальна рапіра | Юлія Вальчик Польща                                                             | Флора Пастор Угорщина                                                | Маліна Калугареану Румунія                                              |
| Індивідуальна рапіра | Юлія Вальчик Польща                                                             | Флора Пастор Угорщина                                                | Гілі Курітзі Ізраїль                                                    |
| Командна рапіра      | Італія Мартіна Батіні Мартіна Фаваретто Франческа Палумбо Аліче Вольпі          | Франція Аніта Блаз Морган Патру Полін Ранв'є Ізаора Тібус            | Німеччина Леандра Бехр Алія Дхуїк-Хейн Леоні Еберт Анна Сауер           |
| Індивідуальна шабля  | Ольга Харлан Україна                                                            | Ілінка Пантіс Румунія                                                | Теодора Гунтура Греція                                                  |
| Індивідуальна шабля  | Ольга Харлан Україна                                                            | Ілінка Пантіс Румунія                                                | Елоїза Пессаро Італія                                                   |
| Командна шабля       | Франція Манон Брюне-Апіті Сара Бальцер Сесілія Бердер Марго Ріфкісс             | Італія Мартіна Крішіо Росселла Грегоріо К'яра Морміле Елоїза Пассаро | Угорщина Шугар Катінка Баттаї Рената Катона Ліза Пустай Луца Сюч        |